# Assassinat de Pedro Eugenio Aramburu
L'assassinat de Pedro Eugenio Aramburu, ancien président de facto de l'Argentine, a lieu le 1er juin 1970, organisé par l'organisation de guérilla des Montoneros. La victime est en fait enlevée le 29 mai 1970 de son appartement et exécuté par la suite dans un ranch à Timote (es), dans la province de Buenos Aires, en Argentine.

## Contexte
Le lieutenant-général Pedro Eugenio Aramburu est le président de facto de l'Argentine entre 1955 et 1958, après le coup d'État de septembre 1955 (autoproclamé la « Revolución Libertadora »), qui renverse le lieutenant-général Juan Domingo Perón, parti en exil.
Les Montoneros considèrent qu'Aramburu travaille à une porte de sortie institutionnelle contre la décision d'Onganía de se perpétuer au pouvoir et que son plan implique d'intégrer le secteur le moins combatif du péronisme alors qu'ils considéraient que « l'intégration pacifique du péronisme [doit] être évitée à tout prix aux conceptions des classes dominantes et qu'au contraire, la dichotomie péronisme-anti-péronisme doit être exacerbée au maximum ».

## Assassinat
Le 29 mai 1970, trois membres du Commandement Juan José Valle, se faisant passer pour des soldats en garde à vue, enlèvent le lieutenant-général Pedro Eugenio Aramburu dans son appartement de Buenos Aires. Les ravisseurs l'emmène dans un ranch situé dans la ville de Timote, dans la province de Buenos Aires.
Le même jour, le groupe annonce au public l'enlèvement et le début d'un « procès révolutionnaire » de l'ancien président. Dans ledit procès, la guérilla le reconnaît coupable de nombreux crimes, tels que l'exécution de José León Suárez (es) et l'enlèvement du corps d'Eva Perón. Il est condamné à mort. À 7 h 0 du matin le 1er juin 1970, le chef du Commandement, Fernando Abal Medina, tire trois coups de feu sur la victime avec un pistolet de calibre 9 mm, puis à nouveau avec un autre pistolet.

## Conséquences
La mort d'Aramburu provoque la chute du président de facto Juan Carlos Onganía, qui quitte le pouvoir le 7 juin.